# Patinatiopsis decipiens
Patinatiopsis decipiens är en mångfotingart som först beskrevs av Chamberlin 1927.  Patinatiopsis decipiens ingår i släktet Patinatiopsis och familjen Odontopygidae. Inga underarter finns listade i Catalogue of Life.